# Chobotowo (rejon pierwomajski)
Chobotowo (ros. Хоботово) – osiedle w Rosji, w obwodzie tambowskim, w rejonie pierwomajskim. W 2021 liczyło 1762 mieszkańców.